# Atraphaxis intricata
Atraphaxis intricata är en slideväxtart som beskrevs av Mozaff.. Atraphaxis intricata ingår i släktet Atraphaxis och familjen slideväxter. Inga underarter finns listade i Catalogue of Life.